# Coxapopha
Coxapopha is een geslacht van spinnen uit de  familie van de Oonopidae (dwergcelspinnen).

## Soorten
- Coxapopha bare Ott & Brescovit, 2004
- Coxapopha carinata Ott & Brescovit, 2004
- Coxapopha diblemma Platnick, 2000
- Coxapopha yuyapichis Ott & Brescovit, 2004